# Lokomotywa spalinowa

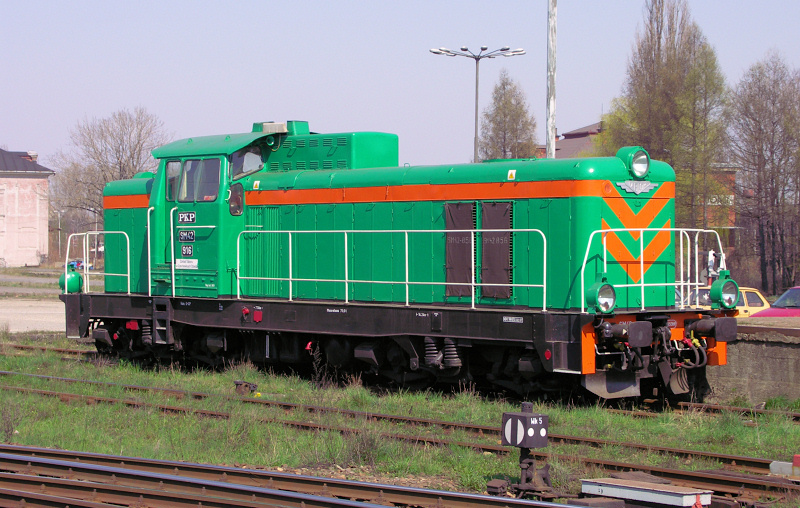
Lokomotywa spalinowa SM42-916 z Fabloku

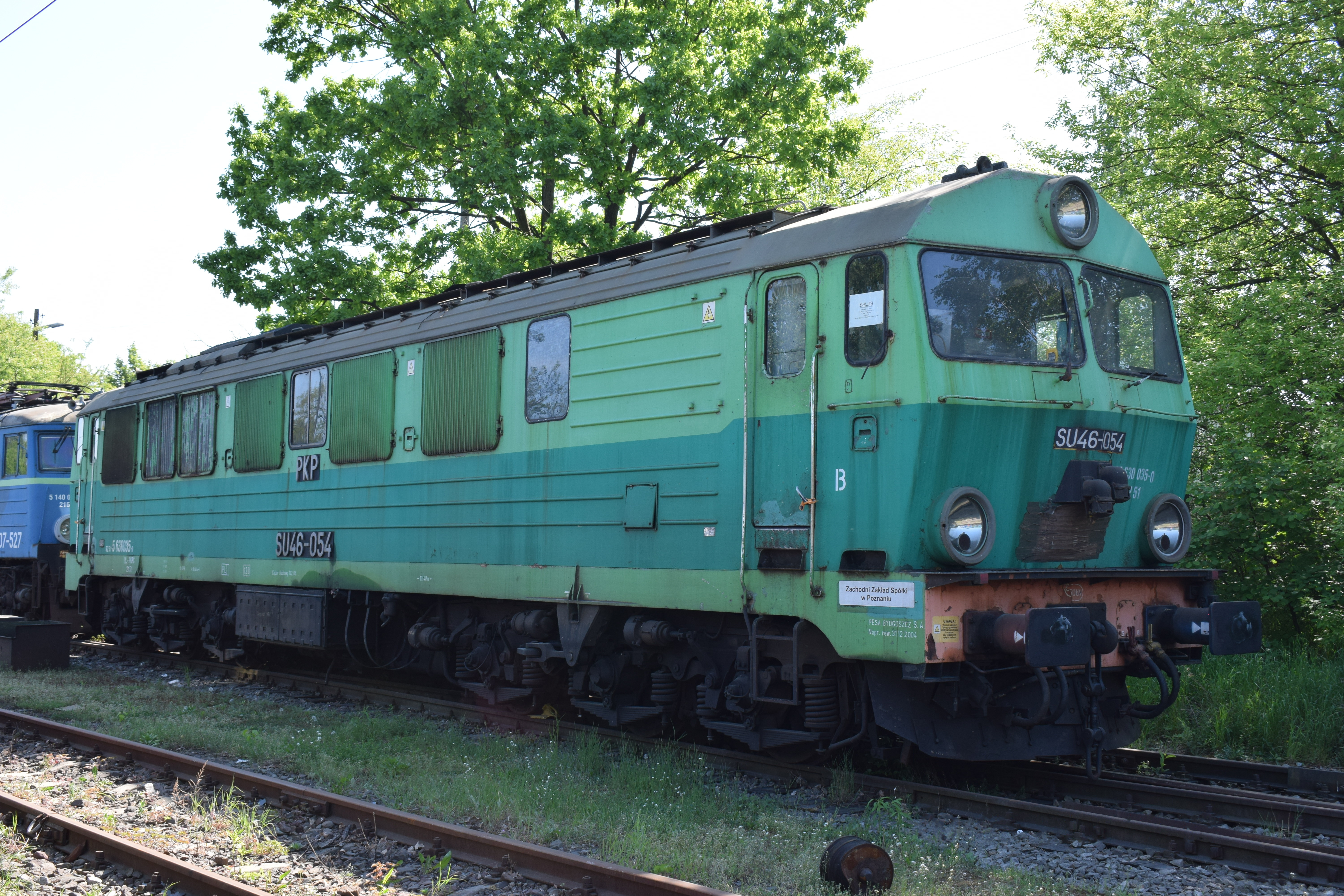
Lokomotywa spalinowa SU46-054 produkcji HCP

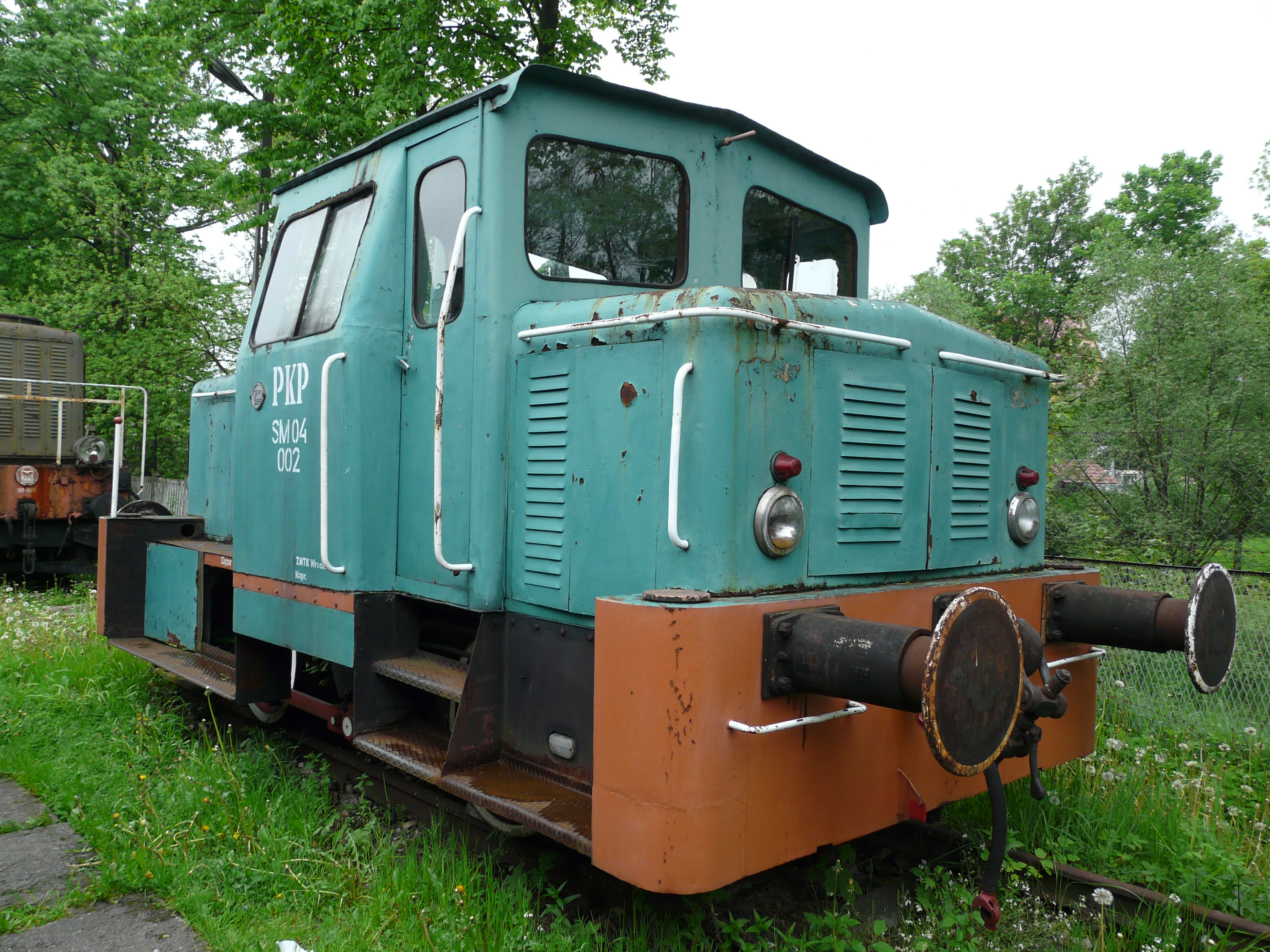
Lokomotywa spalinowa SM04-002 z Zastalu

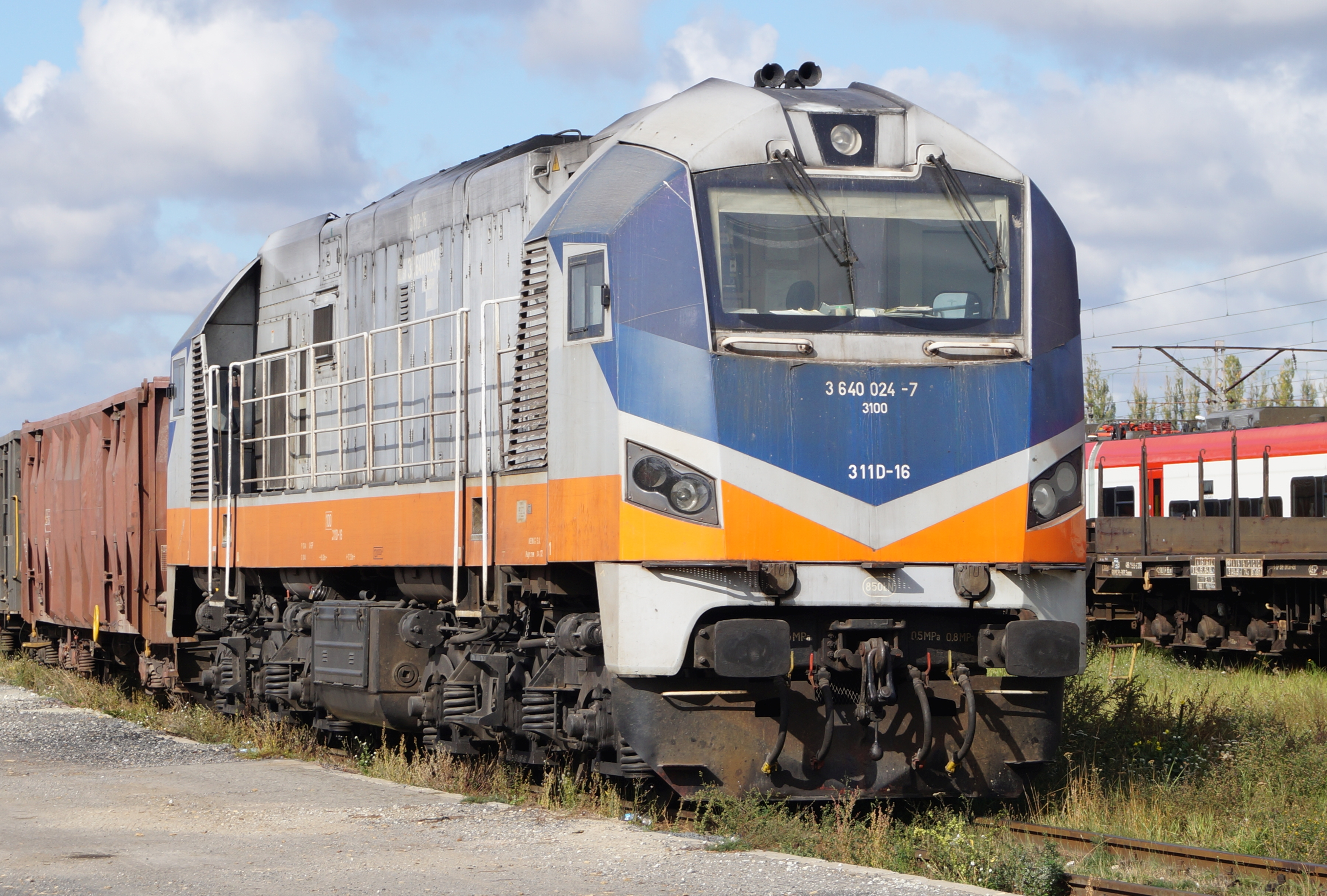
Lokomotywa spalinowa typu 311D będąca modernizacją lokomotywy typu M62

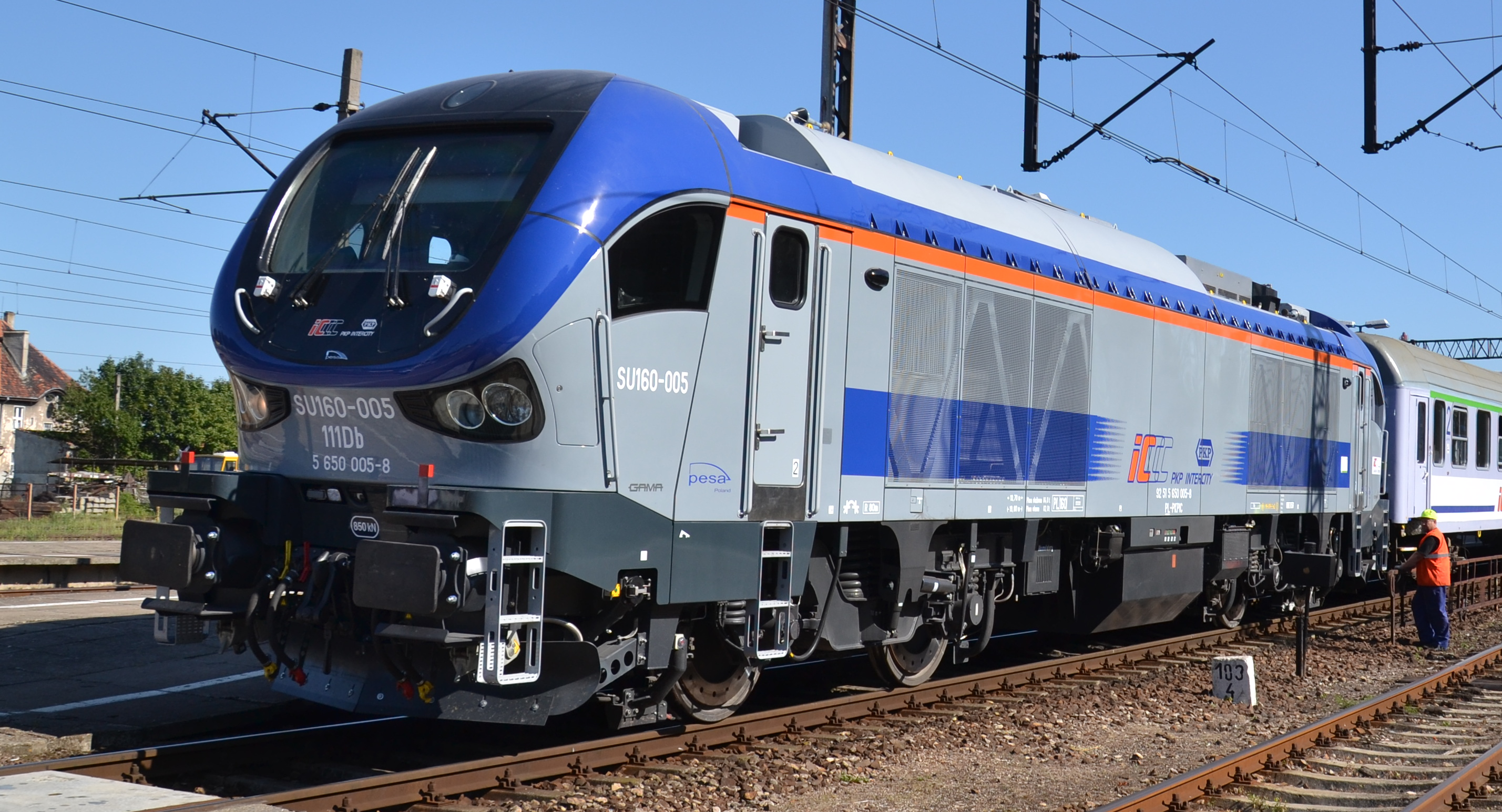
Lokomotywa spalinowa z rodziny Pesa Gama

Lokomotywa spalinowa (również spalinowóz) – lokomotywa w której zastosowano silnik spalinowy, zazwyczaj czterosuwowy (czasem dwusuwowy np. ST44) silnik wysokoprężny.
Ponieważ charakterystyka silnika spalinowego uniemożliwia jego bezpośrednie zastosowanie do napędu lokomotywy, stosuje się przekładnię:
- mechaniczną
- hydrauliczną
  - hydrostatyczną (rzadko, w lokomotywach małych mocy i prędkości)
  - hydrokinetyczną
- elektryczną (tzw. lokomotywa spalinowo-elektryczna).

Najbardziej rozpowszechnione są lokomotywy o przekładni elektrycznej – silnik spalinowy napędza prądnicę, a osie napędowe są obracane za pomocą silników elektrycznych. Prędkość jazdy lokomotywy spalinowej reguluje się poprzez zmiany wzbudzenia prądnicy za pomocą nastawnika elektrycznego, zmieniającego opór elektryczny w obwodzie wzbudzenia.

## Oznaczenia lokomotyw spalinowych w Polsce

### PKP– historia
- na początku Lw (w oznacza silnik wysokoprężny),
- rodzaj przekładni:
  - e – elektryczna
  - h – hydrokinetyczna
  - m – mechaniczna
- nr serii

Przykłady: Lwe-55, Lwh-64.

### Inni przewoźnicy
Lokomotywy spalinowe innych przewoźników najczęściej oznaczane są według oznaczeń fabrycznych lub dziedziczą oznaczenie po poprzednich użytkownikach, np. S200, T448p, 060Da (=ST43 PKP), TEM2 (=SM48 PKP), M62 (=ST44 PKP), 401Da, Ls1200p (=SM31 PKP).

### PKP – tabor wąskotorowy
- rodzaj lokomotywy:

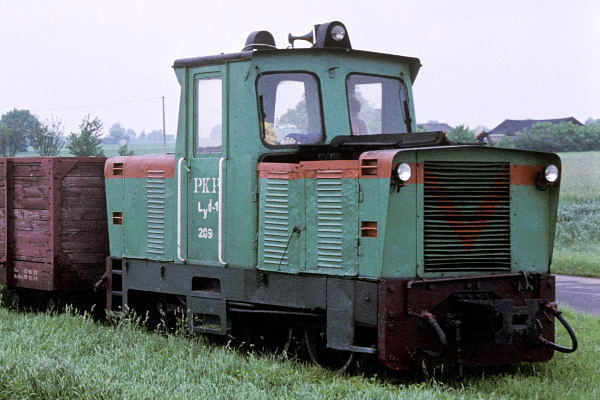
Lokomotywa Lyd1-209

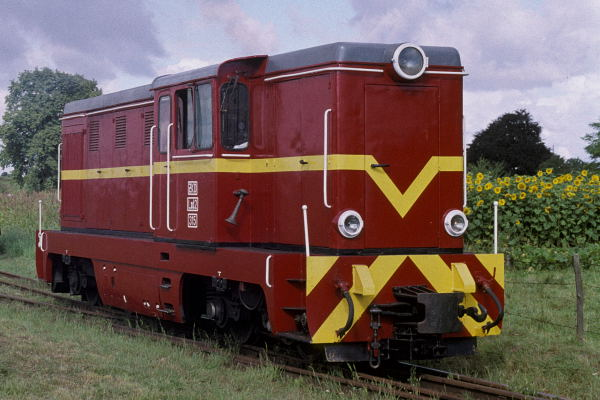
Lokomotywa Lxd2-315

  - L – lokomotywa spalinowa bez przedziału bagażowego
  - Lf – lokomotywa spalinowa z przedziałem bagażowym
- liczba osi napędnych:
  - brak – 2 osie
  - y – 3 osie
  - x – 4 osie
  - w – 5 osi
  - z – 6 osi
- liczba i położenie osi tocznych:
  - a – 1 oś toczna z przodu
  - b – 1 oś toczna z tyłu
  - n – 1 oś toczna z przodu i 1 oś toczna z tyłu
- rodzaj silnika:
  - c – silnik niskoprężny
  - d – silnik wysokoprężny
- przekładnia:
  - 1 – mechaniczna
  - 2 – hydrauliczna
  - 3 – hydromechaniczna
  - 4 – elektryczna